# Helmut Witte (Marineoffizier)
Helmut Witte (* 6. April 1915 in Bojendorf; † 3. Oktober 2005 in Duisburg) war ein deutscher Marineoffizier der Reichsmarine und der Kriegsmarine vor und während des Zweiten Weltkriegs, zuletzt mit dem Dienstgrad eines Kapitänleutnants sowie Manager.

## Militärischer Werdegang
Feindfahrten
U 159
1. 22. April 1942 bis 3. Mai 1942
2. 14. Mai 1942 bis 13. Juli 1942 (11 Schiffe mit 50.504 BRT versenkt)
3. 24. August 1942 bis 5. Januar 1943 (11 Schiffe mit 63.740 BRT versenkt)
4. 4. März 1943 bis 25. April 1943 (1 Schiff mit 5.449 BRT versenkt)

Witte leistete nach dem Abitur 1933 Reichsarbeitsdienst. Am 8. April 1934 trat er in die Reichsmarine ein und erhielt seine soldatische Grundausbildung bis zum 13. Juni in der II. Abteilung der Schiffsstammdivision der Ostsee in Stralsund. Seine Ausbildung schloss er am 20. September 1936 mit der Beförderung zum Fähnrich zur See ab. Danach diente er vom 21. September 1936 bis zum 24. März 1938 auf dem Leichten Kreuzer Köln. In dieser Zeit erfolgten die Beförderungen zum Oberfähnrich zur See (1. Januar 1937) und zum Leutnant zur See (1. April 1937). Am 25. März 1938 wurde Witte I. Offizier auf dem Torpedoboot Kondor, später auf den Booten Seeadler und Tiger, mit denen er an Sicherungsfahrten im Rahmen des Spanischen Bürgerkriegs teilnahm.
Vom 7. September 1939 bis zum 11. April 1940 war Witte II. Offizier auf dem Zerstörer Anton Schmitt, auf dem er im April 1940 im Rahmen des Unternehmens Weserübung an der Besetzung von Narvik teilnahm. Nach der Versenkung des Zerstörers war Witte an Land bis Mai 1940 an den Kämpfen um Narvik beteiligt. Nach seiner Rückkehr nach Deutschland wechselte er am 1. Juli zur U-Boot-Waffe, wo er bis Mitte Dezember diverse U-Lehrgänge besuchte. Am 22. Dezember 1940 wurde Witte I. Wachoffizier auf U 107 unter dem Kommando von Günter Hessler, mit dem er zu zwei Feindfahrten auslief. Nach dem Besuch des Kommandantenlehrgangs vom 28. Juli bis zum 7. September 1941 erfolgte Wittes Delegierung zur Baubelehrung für U 159, dessen Kommandant er am 4. Oktober 1941 wurde. Seine Beförderung zum Kapitänleutnant war bereits am 1. September erfolgt. Auf vier Feindfahrten konnte Witte mit U 159 23 Schiffe mit insgesamt 119.693 BRT versenken, wofür er am 22. Oktober 1942 das Ritterkreuz des Eisernen Kreuzes verliehen bekam.
Am 4. Juni 1943 gab Witte das Kommando an Heinz Beckmann ab und lag anschließend bis November in einem Lazarett. Er hatte wiederholt an schweren Mandelentzündungen zu leiden, die er nach der Übergabe des Bootes an Beckmann auskurieren musste. U 159 wurde auf der ersten Feindfahrt unter dem neuen Kommando am 15. Juli 1943 von einem US-amerikanischen Jagdbomber versenkt. Nach seiner Genesung besuchte Witte bis Februar 1944 die Marineakademie in Bad Homburg vor der Höhe und war anschließend von März bis April 1944 Mitglied und Referent der Schiffsbaukommission. Im April 1944 wechselte er zu den Kleinkampfverbänden der Kriegsmarine, wo er als ständiger Vertreter von Vizeadmiral Hellmuth Heye bei der Seekriegsleitung tätig war. Gegen Kriegsende war er zeitgleich auch Chef der Einsatzgruppe Panther (Kampfschwimmer) im Rhein-Weser-Bereich.
Nach dem 8. Mai 1945 wurde Witte zunächst im Marineoberkommando der Ostsee eingesetzt. Er war dort Marineverbindungsoffizier zum VIII. britischen Korps in Schleswig-Holstein. Anschließend kam er für kurze Zeit in britische Kriegsgefangenschaft, aus der er am 14. Juli 1945 wieder entlassen wurde.

## Tätigkeit in der Wirtschaft
Er schlug sich zunächst als Hilfsarbeiter durch. 1949 begann er bei Philips. Später wurde er Betriebsleiter der Fahrzeugfabrik in Dortmund. Ab 1952 war er Leiter des Personal- und Sozialwesens des Konzerns. 1961 wechselte er als Personalleiter zu Demag.

## Auszeichnungen
- Dienstauszeichnung IV. Klasse 1. April 1938
- Spanienkreuz in Bronze am 6. Juni 1939
- Narvikschild
- U-Boot-Kriegsabzeichen (1939) am 10. Juli 1941
- Eisernes Kreuz (1939) II. und I. Klasse 12. Januar 1940 bzw. am 10. Juli 1941
- Nennung im Wehrmachtbericht am  18. Juni 1942
- Ritterkreuz des Eisernen Kreuzes am 22. Oktober 1942
- U-Boot-Frontspange in Bronze am 23. Dezember 1944
- Bundesverdienstkreuz am Bande am 10. Dezember 1980
- Kriegsverdienstkreuz (1939) II. Klasse mit Schwertern am 30. Januar 1944